# All I Want For Christmas Is You (filme)
All I Want For Christmas Is You, também conhecido como a canção All I Want for Christmas Is You de Mariah Carey, é uma animação natalina lançada no ano de 2017, baseada na canção de Mariah Carey e no livro escrito por Carey e Colleen Madden que recebe o mesmo nome.

## Enredo
Uma jovem chamada Mariah quer desesperadamente um cachorro como seu presente de Natal, mas seus pais não estão convencidos de que ela deveria ganhar um. Eles concordam em deixar Mariah ser babá do cãozinho Jack, e se ela conseguir cuidar de Jack, então conseguirá cuidar do seu próprio cachorro.

## Elenco
- Mariah Carey como Adulta/Narradora
- Breanna Yde como Jovem Mariah
- Henry Winkler como o Vovô Bill
- Phil Morris como Bud

## Trilha Sonora
| Título                             | Interprete                                     | Duração |
| ---------------------------------- | ---------------------------------------------- | ------- |
| All I Want for Christmas Is You    | Breanna Yde                                    | 4:03    |
| Lil Snowman                        | Mariah Carey                                   | 3:19    |
| Christmas Time Is in the Air Again | Mariah Carey                                   | 3:02    |
| Wild & Crazy Christmas             | Issac Ryan Brown                               | 3:09    |
| Miss You Most (At Christmas Time)  | Mariah Carey                                   | 4:33    |
| All I Want for Christmas Is You    | Mariah Carey                                   | 4:02    |
| Mariah's Christmas Theme           | Richard Evans, Matthew Gerrard & Marco Luciani | 4:08    |
| Jack's Suit                        | Richard Evans, Matthew Gerrard & Marco Luciani | 3:14    |
| Mariah and Jack Medley             | Richard Evans, Matthew Gerrard & Marco Luciani | 3:25    |